# أدولف بيرمان
أدولف بيرمان هو سياسي بولندي وإسرائيلي، ولد في 17 أكتوبر 1906 في وارسو في بولندا، وتوفي في 3 فبراير 1978 في تل أبيب في إسرائيل بسبب سرطانة. نشط حزبياً في حزب العمال الموحد. وقد انتخب عضو الكنيست ‏ (20 أغسطس 1951 – 15 أغسطس 1955).